# Ericsson (Familienname)
Ericsson ist ein patronymisch gebildeter schwedischer Familienname mit der Bedeutung „Sohn des Eric“.

## Namensträger
- Astrid Anna Emilia Ericsson, Geburtsname von Astrid Lindgren (1907–2002)
- Bertil Ericsson (1908–2002), schwedischer Fußballspieler
- Christian Ericsson (* 1973), schwedischer Handballspieler
- Daniel Ericsson (* 1987), schwedischer Skirennläufer
- Elof Ericsson (1887–1961), schwedischer Politiker
- Filip Ericsson (1882–1951), schwedischer Segler
- Fredrik Ericsson (Alpinist) (1975–2010), schwedischer Alpinist und Extremskifahrer
- Fredrik Ericsson (Radsportler) (* 1978), schwedischer Radrennfahrer
- Gideon Ericsson (1871–1936), schwedischer Sportschütze
- Gunnar Ericsson († 2013), schwedischer Sportfunktionär
- Hans-Ola Ericsson (* 1958), schwedischer Organist und Komponist
- Hilda Ericsson (1860–1941), schwedische Unternehmerin
- Ingela Ericsson (* 1967), schwedische Kanutin
- Ingolf Ericsson (* 1951), schwedischer Mittelalterarchäologe
- Ingvar Ericsson (Radsportler) (1914–1995), schwedischer Radrennfahrer
- Ingvar Ericsson (Leichtathlet) (1927–2020), schwedischer Leichtathlet
- Jimmie Ericsson (* 1980), schwedischer Eishockeyspieler
- John Ericsson (1803–1889), schwedischer Ingenieur und Erfinder
- Jonathan Ericsson (* 1984), schwedischer Eishockeyspieler
- Karolina Ericsson (* 1973), schwedische Badmintonspielerin
- Kjersti Ericsson (* 1944), norwegische Kriminologin, Psychologin und Schriftstellerin
- Lars Magnus Ericsson (1846–1926), schwedischer Erfinder und Unternehmer
- Linnea Ericsson-Carey (* 1979), dänische Springreiterin
- Magdalena Ericsson (* 1993), schwedische Fußballspielerin
- Marcus Ericsson (* 1990), schwedischer Rennfahrer
- Martin Ericsson (* 1980), schwedischer Fußballspieler
- Mikael Ericsson (* 1960), schwedischer Rallyefahrer
- Olle Ericsson (1890–1950), schwedischer Sportschütze
- Pär Ericsson (* 1988), schwedischer Fußballspieler
- Rolf Ericsson (1922–1997), schwedischer Jazz-Trompeter
- Rolf Ericsson (Eishockeyspieler) (1918–2000), schwedischer Eishockeyspieler
- Sigvard Ericsson (1930–2019), schwedischer Eisschnellläufer
- Sture Ericsson (Turner) (1898–1945), schwedischer Turner
- Sture Ericsson (Badminton), schwedischer Badmintonspieler
- Sture Ericsson (Musiker), schwedischer Saxophonist